# زیردریایی یو-۲۹۱
زیردریایی یو-۲۹۱ (به انگلیسی: German submarine U-291) یک زیردریایی بود که طول آن ۶۷٫۱ متر (۲۲۰ فوت ۲ اینچ) بود. این زیردریایی در سال ۱۹۴۳ ساخته شد.